# Torslanda
Torslanda – miejscowość (tätort) w Szwecji, w regionie administracyjnym (län) Västra Götaland, w gminie Göteborg.
Według danych Szwedzkiego Urzędu Statystycznego liczba ludności wyniosła: 22 767 (31 grudnia 2018) i 22 923 (31 grudnia 2019).